# Saeeduzzaman Siddiqui
Saeeduzzaman Siddiqui (ur. 1 grudnia 1938 w Lucknow, zm. 11 stycznia 2017 w Karaczi) – pakistański prawnik, Szef Sprawiedliwości (Chief of Justice) Pakistanu w latach 1999–2000. Kandydat Pakistańskiej Ligi Muzułmańskiej (N) w wyborach prezydenckich we wrześniu 2008.

## Życiorys
Saeeduzzaman Siddiqui w 1954 ukończył studia na Uniwersytecie w Dhace, a w 1960 prawo na Uniwersytecie w Karaczi. W lutym 1961 Siddiqui dostał się w szeregi adwokatury.
W 1963 został adwokatem Sądu Najwyższego Pakistanu Zachodniego, a w 1969 adwokatem Sądu Najwyższego Pakistanu. W maju 1980 Siddiqui został mianowany sędzią Sądu Najwyższego prowincji Sindh. W sierpniu 1980 wszedł w skład Pakistańskiej Komisji Wyborczej.
Od 27 lipca do 30 lipca 1990 pełnił obowiązki gubernatora prowincji Sindh. Od 19 września 1990 do 19 października zajmował stanowisko Szefa Sprawiedliwości (przewodniczący) Sądu Najwyższego prowincji Sindh.
23 maja 1992 Siddiqui został mianowany sędzią Sądu Najwyższego Pakistanu, którym pozostawał do 1 grudnia 2005. Od 1 lipca 1999 do 25 stycznia 2000 zajmował stanowisko Szefa Sprawiedliwości (Chief of Justice) (przewodniczący) Sądu Najwyższego Pakistanu. Ze stanowiska został odwołany przez generała Perveza Musharaffa po tym, jak odmówił złożenia nowej przysięgi (Provisional Constitutional Order) po zamachu stanu dokonanym przez Musharrafa.
25 sierpnia 2008 Pakistańska Liga Muzułmańska (N) byłego premiera Nawaza Sharifa mianowała Saeeduzzamana Siddiqui swoim kandydatem do stanowiska prezydenta Pakistanu po tym, jak prezydent Musharraf zrezygnował z urzędu. Wybory prezydenckie odbyły się 6 września 2008. Siddiqui zajął w nich drugie miejsce, zdobywając 153 z 702 możliwych głosów. Zwyciężył, z wynikiem 481 głosów, Asif Ali Zardari.